# Šagudovec
Šagudovec falu Horvátországban Krapina-Zagorje megyében. Közigazgatásilag Gornja Stubicához tartozik.

## Fekvése
Zágrábtól 22 km-re, községközpontjától 5 km-re északkeletre a Horvát Zagorje területén a megye délkeleti részén fekszik.

## Története
A Szent Apostolok Búcsúzása tiszteletére szentelt kápolnáját 1669-ben említik először.
A településnek 1857-ben 247, 1910-ben 419 lakosa volt. Trianonig Zágráb vármegye Stubicai járásához tartozott. 2001-ben 232 lakosa volt.

## Nevezetességei
A Szent Apostolok Búcsúzása tiszteletére szentelt kápolnája a 17. században már állt. Legértékesebb kincse egy aranyozott ezüst kehely.

## Külső hivatkozások
Gornja Stubica község honlapja